# مو فان
مو فان هو ملحن صيني، ولد في 1 مايو 1949.